# Чижик, Алексей Эдуардович
Алексей Эдуардович Чижик (род. 24 мая 1971) - российский  музыкант, вибрафонист, композитор, аранжировщик, пианист и дирижер. Чижик владеет редкой техникой игры на вибрафоне: одновременно играет пятью палочками.

## Биография
Алексей Эдуардович Чижик родился в 24 мая 1971 года в Ленинграде. В 8 лет начал играть на ударных инструментах, учился в музыкальной школе им. С. В. Рахманинова и в Охтинском центре эстетического воспитания. В 1991 музыкант окончил музыкальное училище им. Н. А. Римского-Корсакова (класс П. А. Кричашвили), а в 1996 г. Санкт-Петербургскую консерваторию (класс А. А. Михайлова).
1989—1990 год играл в оркестре Театра музкомедии (Спб), 1991—2000 гг. работал в нескольких симфонических оркестрах (концертмейстер группы ударных инструментов). В 1993 г. прошел по конкурсу в Российско-Американский оркестр и гастролировал в США.
С 1991 года музыкант даёт концерты в Летнем саду у памятника Крылову. Об Алексее Чижике и его концертах в старом парке снято несколько документальных фильмов — «Чижик» (режиссер Вартан Акопян, 2003), «Музыкант Алексей Чижик» (Телеканал «Культура» Санкт-Петербург, 2022).
В 2005 году музыкант создал «Чижик-джаз-квартет», который исполняет произведения классической музыки в джазовой обработке. Ансамбль стал известен благодаря программам «Классика встречает джаз» с обработками музыки П.Чайковского (Щелкунчик-джаз) и В. А. Моцарта (Моцарт-джем).
Чижик на протяжение многих лет сотрудничал с американским пианистом Ларри Портером. Они играли с 2005 года регулярные концерты на джазовых фестивалях в Санкт-Петербурге.
С 2010 года Алексей Чижик и Андреа Марчелли (Италия) играли постоянные концерты в Концертном зале Мариинского театра и Филармонии Петербурга при поддержки Итальянского культурного института.
Немецкий пианист Эккехард Велк и Алексей Чижик регулярно с 2010 года играли в составе Берлинского джазового квартета на сцене Концертного зала Мариинского театра, Филармонии Санкт-Петербурга и Джазовой филармонии Петербурга с программой «Диалектика Джаза». Концерты проходили при поддержки Гете института.
Алексей Чижик являлся музыкальным продюсером крупнейшего музыкального фестиваля России — «Пермь. Белые ночи» (2012-14 год).
Музыкант выступал в качестве тапера на различных сценах Петербурга, а также гастролировал с программами музыки немого кино. Принимал участие в показе ретрофильмов в кинотеатре «Аврора», посвященном столетию кинотеатра 6 января 2014 года. Выступал на сцене Концертного зала Мариинского театра в качестве тапера, озвучивая черно-белый фильм «Наконец в Безопасности» с Гарольд Ллойдом (2019). Озвучил фильм режиссера Мурнау «Фауст» на фестивале Volkov ManiFEST. (Москва, 2022).
В 2017 году он сыграл сольный концерт на сцене Мариинского театра «Джазовая фантазия».
В 2017 году совместно с женой Ириной Чижик создал проект «Сказки Чижика». В 2022 году музыкант представил детский проект «Сказки Чижика» на VII международном фестивале «Кофе & Jazz» в Павловском парке, Усадьба Джаз, Волга-фест, а также на фестивалях в Германии, Италии, Финляндии. Детские концерты «Сказки Чижика» регулярно проходят в Санкт-Петербурге на сцене Филармонии Джазовой музыки, Новой сцене Александринского театра и Санкт-Петербургской филармонии имени Д. Д. Шостаковича.
С 2018 года Алексей является постоянным членом жюри конкурса исполнителей на ударных инструментах Italy PAS Пескара (Италия), а также таких конкурсов как, Rachmaninoff competition (Спб 2023), Southern Percussion International Competition 2021 (England).
С 2021 года Алексей участник Bilimbo music trio совместно с Гонсалесом Йоелем и Владимиром Волковым. В этом составе играл концерт в филармонии Санкт-Петербурга посвященный 100-ию Российского джаза.
С 2021 начал дирижировать различными симфоническими оркестрами в России, среди них Спб ГАСО, Липецкий симфонический оркестр «Русская Классика», Симфонический оркестр Мурманской филармонии.
Алексей участник международных фестивалей — JazzQ (Петербург), Сити Джаз фест (Москва), Barents Jazz & Blues Festival 2010 (Мурманск), Усадьба Джаз (Спб), Волга-Фест, Дни Санкт-Петербурга в Кракове, Талине, Берлине, Нарве, БадХамбурге (Германия), Drumfest.
Алексей Чижик лидер проектов — «Чижик-Джаз-Квартет», Bilimbo Music Trio, Cool Train Project и детского проекта «Сказки Чижика».

## Фильмография
- Главная роль в документальном чёрно-белом фильме режиссёра Вартана Акопяна "Чижик" 2003[21]
- Написал музыку к мультфильму "Крот на море" режиссер Анна Кадыкова. 2012[22]
- Озвучил мультфильм известного мультипликатора Ивана Максимова. Длинный мост в нужную сторону - Long bridge of desired direction. 2012[23]
- Files of a High School Spy (2013) композитор А.Чижик[24]
- Альтернативная прогулка (2017) Композитор Алексей Чижик [25]
- "Чижик-Джаз-Квартет" в Шоу программе Битва квартетов 4Х4 4-й выпуск. Телеканал Культура 2018 (съемки Мосфильм)[26]
- Утро России. Санкт-Петербург. Музыкант Алексей Чижик ГТРК Санкт-Петербург[27]
- Документальный фильм «Музыкант Алексей Чижик"[28] ГТРК "Культура" Спб. (2022).
- Просветительский проект "Арзамас" снял Алексея в фильме лекция-концерт "Плейлист Иосифа Бродского" 2022[29]

## Дискография
- Vibraphonia 1994
- Cantabile Paganini 1996
- Trio de JazzAiro 2001
- Jazzcracker 2004
- Jazz nights in Saint-Petersburg (Alexey Chizhik, Larry Porter) 2005
- The Spy 2006
- The Jazz kaleidoscope 2008
- Super Special 2011
- Marimbamix Ударная классика 2016